# Chelator chelatus
Chelator chelatus is een pissebed uit de familie Desmosomatidae. De wetenschappelijke naam van de soort is voor het eerst geldig gepubliceerd in 1915 door Stephensen.